# Sylvester und Tweety (Fernsehserie)/Episodenliste
Diese Episodenliste enthält alle Episoden der US-amerikanischen Fernsehserie Sylvester und Tweety, sortiert nach der US-amerikanischen Erstausstrahlung. Zwischen 1995 und 2002 entstanden in fünf Staffeln insgesamt 52 Episoden mit einer Länge von jeweils etwa 20 Minuten.

## Übersicht
| Staffel | Episodenanzahl | Erstausstrahlung USA | Erstausstrahlung USA |
| Staffel | Episodenanzahl | Staffelpremiere      | Staffelfinale        |
| ------- | -------------- | -------------------- | -------------------- |
| 1       | 13             | 9. September 1995    | 17. Februar 1996     |
| 2       | 8              | 7. September 1996    | 22. Februar 1997     |
| 3       | 13             | 13. September 1997   | 16. Mai 1998         |
| 4       | 13             | 19. September 1998   | 1. Mai 1999          |
| 5       | 5              | 18. September 1999   | 13. Dezember 2002    |

## Staffel 1
Die Erstausstrahlung der ersten Staffel war vom 9. September 1995 bis zum 17. Februar 1996 auf dem US-amerikanischen Sender The WB zu sehen.
| Nr. (gesamt) | Nr. (Staffel) | Deutscher Titel                         | Originaltitel                           | Erstveröffentlichung USA | Regie           | Drehbuch                            | Storyboard                                                         |
| ------------ | ------------- | --------------------------------------- | --------------------------------------- | ------------------------ | --------------- | ----------------------------------- | ------------------------------------------------------------------ |
| 1            | 1             | Die Katze, die zuviel wusste            | The Cat Who Knew Too Much               | 9. Sep. 1995             | James T. Walker | Tim Cahill & Julie McNally Cahill   | Carolyn Gair & Garrett Ho                                          |
| 2            | 2             | Das Glücksrad aus Platin                | Platinum Wheel of Fortune               | 16. Sep. 1995            | James T. Walker | Alicia Marie Schudt                 | Carolyn Gair, Ken Harsha & Garrett Ho                              |
| 3            | 3             | Doppelgänger                            | Double Take                             | 23. Sep. 1995            | James T. Walker | Robert Schechter Idee: Carolyn Gair | Kevin Frank, Carolyn Gair & Joel Seibel                            |
| 4            | 4             | Ein Stein vom alten Schloss             | A Chip Off the Old Castle               | 30. Sep. 1995            | Lenord Robinson | Tom Minton & John P. McCann         | Kevin Frank, Ken Harsha & Ryan Roberts                             |
| 5            | 5             | Irgendwas riecht hier fischig           | Something Fishy Around Here             | 7. Okt. 1995             | James T. Walker | Chris Otsuki                        | Chris Dent, Kevin Frank, Joel Seibel, Karl Toerge & Roy Wilson     |
| 6            | 6             | Bingo                                   | B2 Or Not B2                            | 4. Nov. 1995             | Lenord Robinson | Tim Cahill & Julie McNally Cahill   | Andrew Austin, Chris Dent & Charles Visser                         |
| 7            | 7             | Ein Stier rennt ins Leere               | Bull Running On Empty                   | 11. Nov. 1995            | Lenord Robinson | Tom Minton                          | Andrew Austin, Kevin Frank & Ken Harsha                            |
| 8            | 8             | Eine Fahrkarte zum Verbrechen           | A Ticket to Crime                       | 18. Nov. 1995            | Lenord Robinson | Alicia Marie Schudt                 | Andrew Austin, Chris Dent & Kevin Frank                            |
| 9            | 9             | Der Malteser Kanarienvogel              | The Maltese Canary                      | 25. Nov. 1995            | James T. Walker | Alicia Marie Schudt                 | Kevin Frank & Joel Seibel                                          |
| 10           | 10            | Es geschah in der Nacht vor Weihnachten | It Happened One Night Before Christmas  | 16. Dez. 1995            | James T. Walker | Tim Cahill & Julie McNally Cahill   | Andrew Austin, Chris Dent, Kevin Frank, Carolyn Gair & Karl Toerge |
| 11           | 11            | Im australischen Hinterland             | Outback Down Under                      | 27. Jan. 1996            | Lenord Robinson | Robert Schechter                    | Andrew Austin, Tony Cervone, Shawna Cha-Gallego & Charles Visser   |
| 12           | 12            | Eine total karierte Welt                | It’s a Plaid, Plaid, Plaid, Plaid World | 3. Feb. 1996             | James T. Walker | Tim Cahill & Julie McNally Cahill   | Kevin Frank, Carolyn Gair & Joel Seibel                            |
| 13           | 13            | Fliegende Feigen                        | Go Fig                                  | 17. Feb. 1996            | Lenord Robinson | Tom Minton                          | Andrew Austin & Chris Dent                                         |

## Staffel 2
Die Erstausstrahlung der zweiten Staffel war vom 7. September 1996 bis zum 22. Februar 1997 auf dem US-amerikanischen Sender The WB zu sehen.
| Nr. (gesamt) | Nr. (Staffel) | Deutscher Titel                                | Originaltitel                            | Erstveröffentlichung USA | Regie           | Drehbuch                                 | Storyboard                                                                  |
| ------------ | ------------- | ---------------------------------------------- | ---------------------------------------- | ------------------------ | --------------- | ---------------------------------------- | --------------------------------------------------------------------------- |
| 14a          | 1a            | Nicht von dieser Welt                          | Spaced Out                               | 7. Sep. 1996             | James T. Walker | Carolyn Gair, Tom Minton & Karl Toerge   | Roman Arambula, Kevin Frank, Carolyn Gair, Phil Mosness & John Over         |
| 14b          | 1b            | Herbst, Herbst, wie du die Blätter färbst      | Autumn’s Leaving                         | 7. Sep. 1996             | Karl Toerge     | Tim Cahill & Julie McNally Cahill        | Roman Arambula, Kevin Frank, Carolyn Gair, Phil Mosness & John Over         |
| 15a          | 2a            | Was James Caan in Cannes kann                  | Catch as Catch Cannes                    | 14. Sep. 1996            | Al Zegler       | Tim Cahill & Julie McNally Cahill        | Roman Arambula, Debbie Baber, Carolyn Gair & Norma Klingler                 |
| 15b          | 2b            | Wo gejodelt wird – da klingen Töne             | Yodel Recall                             | 14. Sep. 1996            | Al Zegler       | John Behnke, Rob Humphrey & Jim Peterson | Roman Arambula, Debbie Baber, Carolyn Gair & Norma Klingler                 |
| 16a          | 3a            | Lustiger Polkastadl                            | Don’t Polka Me                           | 28. Sep. 1996            | Karl Toerge     | Tim Cahill & Julie McNally Cahill        | Roman Arambula, Kevin Frank, Carolyn Gair, Phil Mosness & John Over         |
| 16b          | 3b            | Eine Granny verschwindet                       | The Granny Vanishes                      | 28. Sep. 1996            | Al Zegler       | Frank Santopadre                         | Roman Arambula, Kevin Frank, Carolyn Gair, Phil Mosness & John Over         |
| 17a          | 4a            | Angst vorm Fliegen                             | The Scare Up There                       | 2. Nov. 1996             | Karl Toerge     | John Behnke, Rob Humphrey & Jim Peterson | Kevin Frank, Phil Mosness & John Over                                       |
| 17b          | 4b            | Wenn heut’ Mittwoch ist, muss das Holland sein | If It’s Wednesday, This Must Be Holland! | 2. Nov. 1996             | Karl Toerge     | Carolyn Gair, Tom Minton & Karl Toerge   | Kevin Frank, Phil Mosness & John Over                                       |
| 18a          | 5a            | Mörderische Mumienmäuse                        | Curse of De Nile                         | 9. Nov. 1996             | Al Zegler       | John Behnke, Rob Humphrey & Jim Peterson | Ed Baker, Kevin Frank, Phil Mosness & John Over                             |
| 18b          | 5b            | Hawaii mit 33 1/3 Umdrehungen                  | Hawaii 33 1/3                            | 9. Nov. 1996             | Karl Toerge     | Carolyn Gair, Tom Minton & Karl Toerge   | Ed Baker, Kevin Frank, Phil Mosness & John Over                             |
| 19a          | 6a            | Die Götter müssen verflixt sein                | Keep Your Pantheon                       | 23. Nov. 1996            | Al Zegler       | John Behnke, Rob Humphrey & Jim Peterson | Ed Baker, Maia Mazer & Al Zegler                                            |
| 19b          | 6b            | Der Shropshire-Schlitzer                       | London Broiled                           | 23. Nov. 1996            | Al Zegler       | Tim Cahill & Julie McNally Cahill        | Ed Baker, Maia Mazer & Al Zegler                                            |
| 20a          | 7a            | Wie in Abrahams Schoß                          | They Call Me Mr. Lincoln                 | 15. Feb. 1997            | Al Zegler       | Tim Cahill & Julie McNally Cahill        | Kathy Carr, Kevin Frank, Carolyn Gair, Maia Mazer, Phil Mosness & John Over |
| 20b          | 7b            | Wenn Fliegen Frösche fangen                    | Froggone It                              | 15. Feb. 1997            | Karl Toerge     | Tom Minton                               | Kathy Carr, Kevin Frank, Carolyn Gair, Maia Mazer, Phil Mosness & John Over |
| 21a          | 8a            | Ein Frosch im Hals                             | One Froggy Throat                        | 22. Feb. 1997            | Karl Toerge     | Tom Minton                               | Kevin Frank, Maia Mazer, Phil Mosness, Marty Murphy, John Over & Al Zegler  |
| 21b          | 8b            | Viel Lehm um Nichts                            | Mush Ado About Nothing                   | 22. Feb. 1997            | Al Zegler       | Frank Santopadre                         | Kevin Frank, Maia Mazer, Phil Mosness, Marty Murphy, John Over & Al Zegler  |

## Staffel 3
Die Erstausstrahlung der dritten Staffel war vom 13. September 1997 bis zum 16. Mai 1998 auf dem US-amerikanischen Sender The WB zu sehen.
| Nr. (gesamt) | Nr. (Staffel) | Deutscher Titel                 | Originaltitel                   | Erstveröffentlichung USA | Regie       | Drehbuch                                 | Storyboard                                            |
| ------------ | ------------- | ------------------------------- | ------------------------------- | ------------------------ | ----------- | ---------------------------------------- | ----------------------------------------------------- |
| 22a          | 1a            | Der Star von Bombay             | The Star of Bombay              | 13. Sep. 1997            | Karl Toerge | Carolyn Gair, Tom Minton & Karl Toerge   | Dave Cunningham, Kevin Frank & Jim McLean             |
| 22b          | 1b            | Nichts als heiße Luft           | Happy Pranksgiving              | 13. Sep. 1997            | Al Zegler   | Tim Cahill & Julie McNally Cahill        | Carolyn Gair & Maia Mazer                             |
| 23a          | 2a            | Der Stinker von Paris           | Is Paris Stinking?              | 20. Sep. 1997            | Karl Toerge | John Behnke, Rob Humphrey & Jim Peterson | Dave Cunningham, Kevin Frank & Jim McLean             |
| 23b          | 2b            | Die Rocky-Horror-Tweety-Show    | Fangs for the Memories          | 20. Sep. 1997            | Al Zegler   | Frank Santopadre & Rick Rodgers          | Carolyn Gair & Maia Mazer                             |
| 24a          | 3a            | Der Bolschoi-Blödel-Bund        | Moscow Side Story               | 11. Okt. 1997            | Karl Toerge | Alicia Marie Schudt                      | Dave Cunningham, Kevin Frank & Jim McLean             |
| 24b          | 3b            | An die Kuchen, fertig, los!     | Fair's Fair                     | 11. Okt. 1997            | Al Zegler   | Carolyn Gair, Karl Toerge & Tom Minton   | Ed Baker                                              |
| 25a          | 4a            | Fiesta Mexicana                 | El Dia de los Pussygatos        | 1. Nov. 1997             | Karl Toerge | Scott D. Peterson                        | Dave Cunningham, Kevin Frank & Jim McLean             |
| 25b          | 4b            | Die Tage und Nächte des Kondors | 3 Days & 2 Nights of the Condor | 1. Nov. 1997             | Al Zegler   | John Behnke, Rob Humphrey & Jim Peterson | Ed Baker                                              |
| 26a          | 5a            | Auf den Hund gekommen           | Yelp                            | 15. Nov. 1997            | Al Zegler   | Tim Cahill & Julie McNally Cahill        | Carolyn Gair                                          |
| 26b          | 5b            | Guck mal, wer da klaut          | Jeepers Creepers                | 15. Nov. 1997            | Karl Toerge | Carolyn Gair & Karl Toerge               | Dave Cunningham, Kevin Frank & Jim McLean             |
| 27a          | 6a            | Immer Zirkus mit den Flöhen     | Fleas Release Me                | 7. Feb. 1998             | Al Zegler   | John Behnke, Rob Humphrey & Jim Peterson | Carolyn Gair & Maia Mazer                             |
| 27b          | 6b            | Der Fall mit den Fällen         | Niagara’s Fallen                | 7. Feb. 1998             | Karl Toerge | Tim Cahill & Julie McNally Cahill        | Dave Cunningham, Kevin Frank & Jim McLean             |
| 28a          | 7a            | Der amerikanische Geist         | Spooker of the House            | 14. Feb. 1998            | Karl Toerge | Frank Santopadre & Rick Rodgers          | Dave Cunningham, Kevin Frank & Jim McLean             |
| 28b          | 7b            | Eiskalt erwischt                | Furgo                           | 14. Feb. 1998            | Al Zegler   | Tim Cahill & Julie McNally Cahill        | Carolyn Gair & Maia Mazer                             |
| 29a          | 8a            | Wie geht’s Will Bates?          | The Fountain of Funk            | 21. Feb. 1998            | Karl Toerge | Tom Minton                               | Dave Cunningham, Kevin Frank & Jim McLean             |
| 29b          | 8b            | Sylvester schießt den Vogel ab  | Yes, We Have No Canaries        | 21. Feb. 1998            | Al Zegler   | Frank Santopadre & Rick Rodgers          | Ed Baker                                              |
| 30a          | 9a            | Für ein paar Muscheln mehr      | The Shell Game                  | 28. Feb. 1998            | Karl Toerge | John Behnke, Rob Humphrey & Jim Peterson | Dave Cunningham, Kevin Frank & Jim McLean             |
| 30b          | 9b            | Ring frei für Mieze             | Rasslin’ Rhapsody               | 28. Feb. 1998            | Al Zegler   | John Behnke, Rob Humphrey & Jim Peterson | Ed Baker & Maia Mazer                                 |
| 31a          | 10a           | Miezen auf Eis                  | Ice Cat-Pades                   | 25. Apr. 1998            | Al Zegler   | John Behnke, Rob Humphrey & Jim Peterson | Ed Baker & Maia Mazer                                 |
| 31b          | 10b           | Codewort Sylvester              | To Catch a Puddy                | 25. Apr. 1998            | Karl Toerge | Alicia Marie Schudt & Karl Toerge        | Dave Cunningham, Kevin Frank & Jim McLean             |
| 32a          | 11a           | Die Kornkreis-Krise             | Family Circles                  | 2. Mai 1998              | Karl Toerge | Tim Cahill & Julie McNally Cahill        | Brian Chin & Marty Murphy                             |
| 32b          | 11b           | Seekühe sehen mehr              | Sea You Later                   | 2. Mai 1998              | Al Zegler   | Tom Minton, Karl Toerge & Carolyn Gair   | Carolyn Gair                                          |
| 33a          | 12a           | Der rote Hering                 | A Case of Red Herring           | 9. Mai 1998              | Al Zegler   | Alicia Marie Schudt                      | Carolyn Gair                                          |
| 33b          | 12b           | Akte XXL                        | Roswell That Ends Well          | 9. Mai 1998              | Karl Toerge | Rick Rodgers & Frank Santopadre          | Dave Cunningham, Kevin Frank & Jim McLean             |
| 34a          | 13a           | Monsterjagd in Tokio            | A Good Nephew Is Hard To Find   | 16. Mai 1998             | Karl Toerge | The Crew                                 | Dave Cunningham, Kevin Frank, Maia Mazer & Jim McLean |
| 34b          | 13b           | Die Wüste bebt                  | Mirage Sale                     | 16. Mai 1998             | Al Zegler   | John Behnke, Rob Humphrey & Jim Peterson | Ed Baker & Maia Mazer                                 |

## Staffel 4
Die Erstausstrahlung der vierten Staffel war vom 19. September 1998 bis zum 1. Mai 1999 auf dem US-amerikanischen Sender The WB zu sehen.
| Nr. (gesamt) | Nr. (Staffel) | Deutscher Titel                         | Originaltitel                                 | Erstveröffentlichung USA | Regie          | Drehbuch                                 | Storyboard                                            |
| ------------ | ------------- | --------------------------------------- | --------------------------------------------- | ------------------------ | -------------- | ---------------------------------------- | ----------------------------------------------------- |
| 35a          | 1a            | Abramakabra                             | The Stilted Perch                             | 19. Sep. 1998            | Karl Toerge    | John Behnke, Rob Humphrey & Jim Peterson | Dave Cunningham, Kevin Frank & Jim McLean             |
| 35b          | 1b            | Schwarzwälder Kanarientorte             | A Game of Cat and Monster!                    | 19. Sep. 1998            | Charles Visser | John Behnke, Rob Humphrey & Jim Peterson | Ed Baker, Carolyn Gair & Maia Mazer                   |
| 36a          | 2a            | Der Thor des Monats                     | You’re Thor?!                                 | 26. Sep. 1998            | Charles Visser | Carolyn Gair                             | Carolyn Gair                                          |
| 36b          | 2b            | Ri-Ra-Rodeo                             | I Gopher You                                  | 26. Sep. 1998            | Karl Toerge    | John Behnke, Rob Humphrey & Jim Peterson | Dave Cunningham, Kevin Frank & Jim McLean             |
| 37a          | 3a            | Gut gebrüllt, Mieze!                    | Hold the Lyin’ King, Please                   | 3. Okt. 1998             | Charles Visser | John Behnke, Rob Humphrey & Jim Peterson | Ed Baker & Carolyn Gair                               |
| 37b          | 3b            | Immer Ärger mit Tweety                  | Suite Mystery of Wife – At Last I Found You … | 3. Okt. 1998             | Charles Visser | Tim Cahill & Julie McNally Cahill        | Carolyn Gair & Maia Mazer                             |
| 38a          | 4a            | San Francisco sehen und stauen          | The San Francisco Beat                        | 10. Okt. 1998            | Karl Toerge    | Jim McLean & Brian Chin                  | Dave Cunningham, Kevin Frank & Jim McLean             |
| 38b          | 4b            | Das Triangel-Dreieck                    | The Triangle of Terror                        | 10. Okt. 1998            | Karl Toerge    | John Behnke, Rob Humphrey & Jim Peterson | Dave Cunningham, Kevin Frank & Jim McLean             |
| 39a          | 5a            | Die Show muss weitergehen               | Casino Evil                                   | 7. Nov. 1998             | Charles Visser | Frank Santopadre                         | Ed Baker & Carolyn Gair                               |
| 39b          | 5b            | Alles Gute zum Badetag                  | Happy Bathday to You                          | 7. Nov. 1998             | Karl Toerge    | John Behnke, Rob Humphrey & Jim Peterson | Dave Cunningham, Kevin Frank & Jim McLean             |
| 40a          | 6a            | Der Zorn des Khan                       | The Rotha-Khan                                | 28. Nov. 1998            | Karl Toerge    | Brian Chin                               | Dave Cunningham, Kevin Frank, Jim McLean & David Mink |
| 40b          | 6b            | Der Jäger des verlorenen Spatzes        | Good Bird Hunting                             | 28. Nov. 1998            | Charles Visser | John Behnke, Rob Humphrey & Jim Peterson | Carolyn Gair, Maia Mazer & Norma Klingler             |
| 41a          | 7a            | Gefiederte Weihnachten                  | Feather Christmas                             | 12. Dez. 1998            | Charles Visser | Carolyn Gair                             | Carolyn Gair, Maia Mazer & Norma Klingler             |
| 41b          | 7b            | Sylvester in Norwegen                   | A Fist Full of Lutefisk                       | 12. Dez. 1998            | Karl Toerge    | John Behnke, Rob Humphrey & Jim Peterson | Karl Toerge                                           |
| 42a          | 8a            | Wenn die Gondeln trocken lagern         | Venice, Anyone?                               | 16. Jan. 1999            | Karl Toerge    | Frank Santopadre                         | Dave Cunningham, Kevin Frank, Jim McLean & David Mink |
| 42b          | 8b            | Diamantenfieber                         | The Fifty Karat Furball                       | 16. Jan. 1999            | Charles Visser | John Behnke, Rob Humphrey & Jim Peterson | Ed Baker                                              |
| 43a          | 9a            | Granny und der General                  | Son of Roswell That Ends Well                 | 30. Jan. 1999            | Karl Toerge    | Brian Chin & Karl Toerge                 | Dave Cunningham, Kevin Frank, Jim McLean & David Mink |
| 43b          | 9b            | Das ABC der Vogeljagd                   | A Mynah Problem                               | 30. Jan. 1999            | Charles Visser | John Behnke, Rob Humphrey & Jim Peterson | Ed Baker, Maia Mazer & Norma Klingler                 |
| 44a          | 10a           | Schnappt Shorty Twang                   | Whatever Happened to Shorty Twang             | 13. Feb. 1999            | Karl Toerge    | Brian Chin & Karl Toerge                 | Dave Cunningham, Kevin Frank, Jim McLean & David Mink |
| 44b          | 10b           | Sir Katzelot                            | A Big Knight Out                              | 13. Feb. 1999            | Charles Visser | John Behnke, Rob Humphrey & Jim Peterson | Ed Baker, Dave Cunningham, Maia Mazer & David Mink    |
| 45a          | 11a           | Brüsseler Stibitzen                     | Brussels Sprouts                              | 27. Feb. 1999            | Karl Toerge    | Brian Chin                               | Dave Cunningham, Kevin Frank, Jim McLean & David Mink |
| 45b          | 11b           | Der goldene Vogel von Shangri-Tra-La-La | The Golden Bird of Shangri-Claw               | 27. Feb. 1999            | Charles Visser | John Behnke, Rob Humphrey & Jim Peterson | Ed Baker, Maia Mazer & Norma Klingler                 |
| 46a          | 12a           | Als Granny die Welt regierte            | When Granny Ruled the Earth                   | 27. Mär. 1999            | Karl Toerge    | Brian Chin                               | Dave Cunningham, Kevin Frank, Jim McLean & David Mink |
| 46b          | 12b           | Tölpel aus Amsterdam                    | Dutch Tweet                                   | 27. Mär. 1999            | Charles Visser | John Behnke, Rob Humphrey & Jim Peterson | Barry Caldwell & Enrique May                          |
| 47a          | 13a           | Kochen mit Granny                       | Bayou on The Half Shell                       | 1. Mai 1999              | Karl Toerge    | Brian Chin                               | Dave Cunningham, Kevin Frank & Jim McLean             |
| 47b          | 13b           | Die Rosa-Gelbe Nebenwirkung             | Seeing Double                                 | 1. Mai 1999              | Charles Visser | Tom Minton                               | Ed Baker, Maia Mazer & Norma Klingler                 |

## Staffel 5
Die Erstausstrahlung der fünften Staffel war vom 18. September 1999 bis zum 5. Februar 2000 auf dem US-amerikanischen Sender The WB zu sehen. Die letzte Folge erschienen erstmals am 13. Dezember 2002 auf dem Sender Cartoon Network.
| Nr. (gesamt) | Nr. (Staffel) | Deutscher Titel                | Originaltitel                | Erstveröffentlichung USA | Regie          | Drehbuch                                 | Storyboard                                               |
| ------------ | ------------- | ------------------------------ | ---------------------------- | ------------------------ | -------------- | ---------------------------------------- | -------------------------------------------------------- |
| 48a          | 1a            | Tatort Zoo                     | This is The Kitty            | 18. Sep. 1999            | Karl Toerge    | Brian Chin                               | Dave Cunningham, Kevin Frank, Jim McLean & David Mink    |
| 48b          | 1b            | Auf Schatzsuche                | Eye For An Aye Aye           | 18. Sep. 1999            | Charles Visser | John Behnke, Rob Humphrey & Jim Peterson | Enrique May, Maia Mazer & Norma Klingler                 |
| 49a          | 2a            | Harry und Salieri              | When Harry Met Salieri       | 25. Sep. 1999            | Karl Toerge    | Frank Santopadre                         | Dave Cunningham, Kevin Frank & Jim McLean                |
| 49b          | 2b            | Das hässliche Würmchen         | The Early Woim Gets the Boid | 25. Sep. 1999            | Charles Visser | John Behnke, Rob Humphrey & Jim Peterson | Enrique May, Maia Mazer & Norma Klingler                 |
| 50a          | 3a            | Geschichten aus der Kreidezeit | Blackboard Jumble            | 20. Nov. 1999            | Karl Toerge    | Brian Chin                               | Dave Cunningham, Kevin Frank, Jim McLean & David Mink    |
| 50b          | 3b            | Das kleine Gespenst            | What’s The Frequency, Kitty? | 20. Nov. 1999            | Charles Visser | Brian Chin                               | Enrique May, Maia Mazer, Norma Klingler & Charles Visser |
| 51a          | 4a            | Der Nächste, bitte!            | Dial V for Veterinarian      | 5. Feb. 2000             | Karl Toerge    | Dave Cunningham & Karl Toerge            | Dave Cunningham, Kevin Frank, Jim McLean & David Mink    |
| 51b          | 4b            | Von Menschen und Mäusen        | California’s Crusty Bronze   | 5. Feb. 2000             | Charles Visser | Tom Minton                               | Enrique May, Maia Mazer, Norma Klingler & Charles Visser |
| 52a          | 5a            | Mäuseschwanz und Katzenschwanz | The Tail End?                | 13. Dez. 2002            | Charles Visser | John Behnke, Rob Humphrey & Jim Peterson | Enrique May, Maia Mazer, Norma Klingler & Charles Visser |
| 52b          | 5b            | Ende gut, alles gut            | This Is the End              | 13. Dez. 2002            | Karl Toerge    | Karl Toerge                              | Dave Cunningham, Kevin Frank, Jim McLean & David Mink    |